# Nature morte
Nature morte és vídeo d'Akram Zaatari que actualment forma part de la col·lecció permanent del Museu d'Art Contemporani de Barcelona (MACBA). Dura 11 minuts i 30 segons.

## Història
Akram Zaatari forma part de la generació d'artistes libanesos que, en les últimes dècades, han centrat la seva obra en els conflictes bèl·lics i la postguerra d'aquest país d'Orient Mitjà. Nature morte (la transcripció en anglès del títol en àrab és Tabiaah Samitah with: Mohamad Abu Hammane and Ghayth el Amine) es va produir per a l'exposició Les Inquiets - 5 artistes sous la pression de la guerre, centrada en la guerra a l'Orient Mitjà i les seves representacions. Hi participaven artistes contemporanis dels dos bàndols del conflicte araboisraelià: Yael Bartana, Omer Fast, Rabih Mroué, Ahlam Shibli i Akram Zaatari. Es va exposar al Centre Georges Pompidou de París el 2008.

## Argument

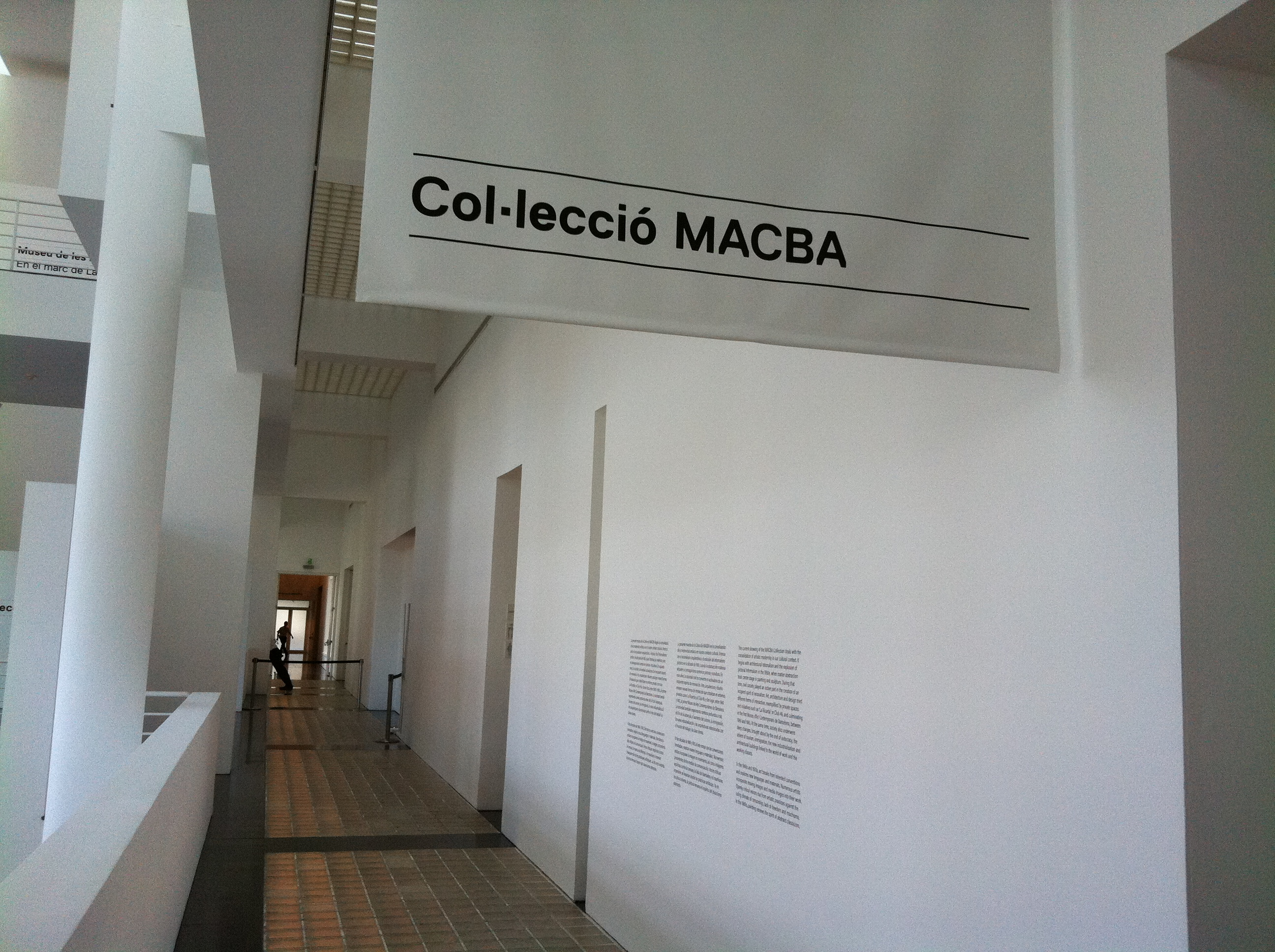
El Museu d'Art Contemporani de Barcelona, on es conserva l'obra

El vídeo mostra l'acció de dos homes dins una habitació de parets blanques. Un, de més edat i d'aspecte endurit, prepara un explosiu mentre l'altre, molt més jove, cus una jaqueta. Actuen en paral·lel i mai es parlen. L'únic so perceptible és l'oració que arriba d'una mesquita propera i els sorolls de l'acció i d'un llum de gas. Quan han acabat la seva tasca, el més gran surt de la casa amb una arma penjada a l'esquena, una motxilla, el dinar dins una bossa de plàstic i la jaqueta ja cosida. La càmera mostra com es va allunyant a distància en un paisatge de matinada.

## Anàlisi
L'actor jove és Ghayth el Amine. El de més edat és Mohammad Abu Hammane, un excombatent de la resistència libanesa que ja havia treballat amb Zaatari en el vídeo del 1997 All is Well on the Border. La seva participació en aquesta nova obra evoca els anys de resistència: un home gran revisa el seu equip de guerra. La manca de diàleg evidencia dues generacions que s'enfronten d'una manera diferent al conflicte. L'escena es va enregistrar a Hubbariyeh, un poble al sud del Líban situat a la regió d'Aarqub, una zona muntanyosa entre el Líban, Síria i Israel que és objecte de disputa política des de fa gairebé un segle. El poble es troba a pocs quilòmetres de les granges de Shebaa, ocupades per Israel des del 1967 i centre dels fedaïns, la resistència palestina.